# Chaîne Victory
La chaîne Victory (en anglais : Victory Mountains) est une chaîne de montagnes située en terre Victoria, en Antarctique.
Elle est délimitée essentiellement par le glacier Mariner, le glacier Tucker (en) et la mer de Ross.
Elle inclut le chaînon Millen (en), le chaînon des Cartographes (en), le chaînon Barker (en), les pics Lawrence, la péninsule Daniell (en) et l'île Coulman.
Les premières expéditions britanniques de James Clark Ross, Carsten Borchgrevink, Robert Falcon Scott et Ernest Shackleton permettent d'obtenir un aspect de la montagne depuis la mer de Ross. La cartographie des montagnes intérieures est en grande partie réalisée à partir de photographies aériennes prises par la marine américaine et de relevés effectués par des équipes néo-zélandaises et américaines dans les années 1950 et 1960. La chaîne est nommée par la New Zealand Geological Survey Antarctic Expedition (NZGSAE) en 1957-1958, en raison de la proximité de ce groupe avec la chaîne de l'Amirauté et avec l'intention de nommer de nombreuses caractéristiques topographiques en fonction de victoires célèbres, notamment navales.

## Principaux sommets
- Mont Riddolls, 3 295 m
- Mont Hancok, 3 245 m
- Mont Aorangi, 3 136 m
- Mont Phillips, 3 035 m
- Pic Crosscut, 3 018 m